# Ломбардо, Рафаэле
Рафаэле Ломбардо (итал. Raffaele Lombardo; род. 29 октября 1950, Катания) — итальянский политик, президент Сицилии (2008—2012).
Ломбардо родился в Катании. В 1968 году окончил среднюю школу, затем получил высшее медицинское образование, специализирующееся в области судебной психиатрии. В 1977 году вступил в молодёжную демократическую партию Сицилии. Затем в течение восьми лет был членом муниципального совета Катании, а после на протяжении восьми лет был членом Сицилийского регионального собрания. В последующие годы возглавлял различные муниципальные комитеты, пока в 2003 году не был избран президентом провинции Катания. С 1999 по 2008 год также состоял в Европарламенте. В 2008 году был избран президентом Сицилии, получив более 65 % голосов.